# Rheumaptera epiodes
Rheumaptera epiodes là một loài bướm đêm trong họ Geometridae.